# 佐佐木望
佐佐木望（日语：／ Sasaki Nozomu，1967年1月25日—），日本男性配音員、歌手。出身於廣島縣廣島市。青二Production所屬。身高160cm。O型血。

## 經歷
佐佐木望配音出道之前作為日本播音演技研究所2期生特招生入學。成為配音員的原因是在讀大學時對戲劇產生了興趣。然而，他認為「創立一個劇團是不可能的，因為這會花費很多錢」。大概在那時，一位想成為配音員的朋友邀請他參加新人培訓的試鏡，他和朋友一起試鏡時通過了。
1986年，以電視動畫《褞袍超人》出道。
1980年代末到1990年代前半，他演出過多數作品的主角，有《AKIRA》的島鐵雄、《夢回綠園》的蓮川一也、《烏龍少爺》的柿野修平、《桃太郎傳說 PEACHBOY LEGEND》的桃太郎、《21衛門》的21衛門、《幽☆遊☆白書》的浦飯幽助、《潮與虎》的蒼月潮、《電腦小奇俠》的源氏揚玉／揚玉人、《足球小將翼J》的大空翼及《銀河英雄傳說》的尤里安·敏茲。1990年代在聲優雜誌和人氣聲優排行榜和電視節目《週五數據樂園》中獲得第一名。其演出代表作《幽☆遊☆白書》的浦飯幽助和《潮與虎》的蒼月潮分別獲得了動畫部門第一名和OVA部門的第一名。
1989年成為電視動畫《鎧傳》衍生出男性5人聲優組合「NG5」的一員。該團體不僅在動畫業界受到歡迎，而且許多大眾媒體上都有報導。
離開ARTSVISION之後，長期一直以自由身活動，2001年加入81 Produce。2013年11月再度成為自由身。
2014年11月4日，株式會社RRT透過「kikubon」（智能手機專用服務，可以收聽配音員朗讀小說的服務平台）將《銀河英雄傳說》OVA唯一沒有動畫化的「尤里安的伊謝爾倫日記」進行發售。
2013年考入東京大學，經過7年時間一邊工作邊學習，2020年3月28日，在其個人Twitter上宣布從東京大學法學部畢業。從大學入學到畢業始終保持低調沒有宣布自己被錄取。同年宣布考取得全國通譯案內士（英語）資格。
2024年3月9日，獲得第18屆聲優Awards富山敬、高橋和枝獎。
直到2024年10月31日，他隸屬於INSPIRE，並與Dana Works建立業務合作夥伴關係。
2024年11月1日，移籍青二Production。

## 人物
從冷靜的少年到熱血野郎，再到三枚目角色，扮演少年的角色多種多樣。
興趣：讀書、外語學習。2009年，他在海外動漫展上宣布無需翻譯就可以用英語回答採訪，而且有獲得英語檢定1級。

### 聲音變化
佐佐木望從以前就一直討厭自己的聲音，因為聽起來很奇怪。小學的時候，他第一次聽到自己的聲音被錄在錄音帶上，感到震驚。此後，大約3天他都沒有說話，直到1996年仍然不太喜歡。
以前他的聲音很高亢，但隨著事業的進展，他的聲音變得低沉。對於聲音的變化，曾謠傳他抽菸酗酒而損傷了喉嚨或是喉嚨做了手術。但是佐佐木望在粉絲俱樂部留言表示自己並沒有做過任何手術，也沒有任何需要手術的疾病。據接近他的人士透露，其實是因為在一些作品用力過度了嗓音。本人沒有公開發表評論，未來也沒有這樣的計劃，他說不希望這項工作造成任何麻煩。
2008年4月發行的聲優雜誌《hm3 SPECIAL》證實，由於他演尖叫聲很多的角色和出席現場演唱會活動的行程重疊造成喉嚨發炎，日程安排緊湊沒有辦法調整的狀況下繼續工作，反而讓喉嚨變得更糟。一方面他年輕的時候就有人指出發聲方法不合理，而進行訓練並改變了發聲方法。

## 演出
粗體字表示主要角色。

### 電視動畫
1986年
- 機動戰士鋼彈ZZ（路南）
- 褞袍超人（短鬼[20]）

1987年
- 星戰英豪（日语：赤い光弾ジリオン）（安東尼）
- 超能力魔美（1987年—1989年，竹長悟、老鼠）
- Oh！Family（日语：Oh!ファミリー）（傑克）
- 格林名作劇場（1987年—1988年，克勞斯）
- 城市獵人（1987年—1991年，拓也、漢斯＝齊格弗里德）2系列[注 1]
- 北斗神拳2（塔奧）
- 機器勇士 駭客大戰（禪小川[21]）

1988年
- 超音戰士Borgman（尊）
- Topo Gigio（日语：トッポ・ジージョ）（卡爾洛）
- 妙手小廚師（中江兵太[22]）
- 鎧傳（毛利伸／水滸之伸）

1989年
- 寶馬神童（日语：青いブリンク）（布坎南總統）
- 烏龍少爺（日语：おぼっちゃまくん）（1989年—1992年，柿野修平）
- 森林大帝 (1989年版)（獵豹）
- 麵包超人（1989年—2023年，清掃人〈初代〉、鬧鐘小弟〈第2代〉、火腿三明治小弟〈初代〉、木琴人〈初代〉、蜜蜂〈第5代〉、偵探小子〈第3代〉、穆修·基修）
- 大耳鼠（內木翔[23]）
- 天空戰記（火帝庫比拉[24]）
- 桃太郎傳說 PEACHBOY LEGEND（1989年—1991年，桃太郎）2系列[注 2]

1990年
- 魔法天使甜蜜薄荷（布拉姆[25]）
- 三眼神童（公卿）

1991年
- 電腦小奇俠（日语：ゲンジ通信あげだま）（源氏揚玉／揚玉人）
- 21衛門（21衛門、5衛門、22衛門）
- 黑色推銷員（男）

1992年
- 踢向明天（日语：あしたへフリーキック）（羅伯特·巴澤蒂尼[26]）
- 蕃茄十勇士（マロン磨）
- 魔法公主 明琪桃子（日语：魔法のプリンセス ミンキーモモ）（貝爾）
- 幽☆遊☆白書（1992年—1995年，浦飯幽助[27]）

1994年
- 足球小將翼J（大空翼〈中學3年級以降〉、35話以降下集預告旁白）
- 足球王（日语：ゴールFH）（龍村光）
- 魔法騎士雷阿斯（1994年—1995年，克雷夫[28]）

1995年
- NINKU -忍空-（青吉）

1996年
- 奧運高手（內田稔[29]）
- 機動新世紀鋼彈X（歐魯巴·佛羅斯特[30]）
- 鋼鐵神兵（高宮鋼太郎）

1997年
- 吸血姬美夕（浦邊真樹）
- 少女革命歐蒂娜（土谷瑠果）
- 尼克斯特戰記EHRGEIZ（日语：ネクスト戦記EHRGEIZ）（赫爾）
- 馬赫GoGoGo (第2作)（Crushers Kid）

1998年
- 白色十字架（1998年—2002年，直江那歧）2系列[注 3]
- 男女蹺蹺板（十波健史）
- LEGEND OF BASARA（淺蔥）

1999年
- 庫洛魔法使（1999年—2000年，柊澤艾利歐[31]）
- 女惡魔人（北野祐一）
- 名偵探柯南（1999年—2023年，江田和彥、典子的戀人、古栗參平、真田浩明）
- 怪獸農場（日语：モンスターファーム (アニメ)）系列（1999年—2000年，哈姆）2系列[注 4]

2000年
- 遊☆戲☆王 怪獸之決鬥（夏迪、神官夏達）

2001年
- 網球王子（2001年—2022年，亞久津仁）3系列[注 5]

2002年
- 猴王五九（日语：アソボット戦記五九）（喬[32]）
- KICK OFF 2002（日语：キックオフ2002）（康張）
- .hack//SIGN（咒文使）
- 火影忍者（月光疾風）

2003年
- 犬夜叉（篠助）
- 獸兵衛忍風帖 龍寶玉篇（魔貝）

2004年
- 今日大魔王！（2004年—2008年，雙黑的大賢者、傑內斯）2系列[注 6]
- 武士槍俠（日语：サムライガン）（本龍馬）
- 混沌武士（雪丸）
- 蒼穹之戰神（堂馬廣登）
- 火鳥 復活編（雷歐納）
- 異域天使（巴吉斯）
- MONSTER（2004年—2005年，警官、約翰·李貝特[33]、記者C、刑警、沃爾夫的部下B、代表者D、刑警B、刑警3、部下B、記者B、駕駛）
- 龍王傳說（赫克托·馮·岡瑟）

2005年
- 黑輪君（日语：おでんくん）（2005年—2014年，香腸君、的爸爸）2系列[注 7]
- 玻璃假面 (2005年版)（聖唐人）
- 怪醫黑傑克（武藏）
- BLOOD+（卡爾·費伊奧）
- 驚爆危機！The Second Raid（楊順吉）

2006年
- 地獄少女（氏家幸雄）
- 黑騎士 ～甦醒的太陽～（杜爾）

2007年
- 劍豪生死鬥（伊良子清玄[34]）
- 決鬥大師系列（2007年—2013年，秋葉勉、婆羅門／咒教皇婆羅門）2系列[注 8]
- DARKER THAN BLACK -黑之契約者-（浮山則夫）
- 死亡筆記本（2007年—2008年，梅洛）1系列 + 特別篇1作品[注 9]
- 藍蘭島漂流記（北方領主／大牙）
- 可愛小水滴 啊哈☆（日语：ぷるるんっ!しずくちゃん）

2008年
- Keroro軍曹（2008年—2011年，Sababa、Chibaba、球衣聲音）
- SCARECROWMAN THE ANIMATION（日语：スケアクロウマン）（托尼）
- 秘密 ～The Revelation～（馬修·哈維）
- 火影忍者疾風傳（根之者〈月光疾風〉）
- 魔人偵探腦嚙涅羅（篚口結也）

2009年
- 元素獵人（2009年—2010年，羅德尼·福特）
- 蒼天航路（靈帝〈劉宏〉）

2010年
- 數碼寶貝合體戰爭（2010年—2012年，超級火車獸、騎士棋獸／車棋獸）2系列[注 10]
- 動物環境會議（日语：動物かんきょう会議）（公雞〈讓〉）

2011年
- 戰國少女 ～桃色異傳～（小白）
- 幸福光暈 ～hitotose～（白井）
- 星光少女 極光之夢（2011年—2012年，春音、廣播）
- 靈異E接觸（板倉）

2013年
- 八犬傳 -東方八犬異聞- 第2期（棗目）
- 星光少女 美夢成真（春音宏）

2015年
- 蒼穹之戰神 EXODUS（堂馬廣登[35]）
- 牙狼〈GARO〉-紅蓮之月-（四條公任[36]）
- 境界觸發者（2015年—2021年，海林）2系列[注 11]

2016年
- 潮與虎（拉瑪）
- 哆啦A夢 (水田山葵版)（源義經）
- 星光樂園（月川知里的爸爸）

2017年
- 精靈寶可夢 太陽&月亮（2017年—2019年，疾風）
- 此花綺譚（男）

2018年
- 庫洛魔法使 透明牌篇（柊澤艾里歐[37]）
- 驚爆危機！Invisible Victory（楊順吉）
- 凸變英雄 LEAF（西門吹雪[38]）
- 傀儡馬戲團（2018年—2019年，奇·克里斯多佛·雷修[39][40]）

2019年
- 粉彩回憶（教練）
- GO！GO！原子小金剛

2020年
- 魔術士歐菲迷途之旅（2020年—2023年，深淵之龍、雷奇）3系列[注 12]
- 阿拉德：逆轉之輪（混沌的奧茲瑪）
- 異常生物見聞錄（卡薩）

2021年
- 蓋特機器人ARC（彌賽亞·塔伊爾[41]）
- 國王排名（2021年—2022年，密茲瑪達）2系列[注 13]

2022年
- 永久少年 Eternal Boys（2022年—2023年，柿崎誠[42]）
- POP TEAM EPIC 電視動畫作品第二系列（奈亞拉托提普〈B段〉[43]、熊〈第11話B段〉）

2024年
- BUCCHIGIRI?!（日语：ぶっちぎり?!）（神摩利人[44]）
- 魔女與野獸（死靈魔術師[45]）

### 電影動畫
1986年
- 劇場版 強殖裝甲加爾巴（級友A）

1988年
- AKIRA（島鐵雄[46]）
- 機動戰士鋼彈 逆襲的夏亞（哈薩威·諾亞（日语：ハサウェイ・ノア）[47]）
- 縣立海空高校棒球部員山下太郎同學（日语：県立海空高校野球部員山下たろーくん）（須永）

1989年
- SD戰國傳 暴終空城之章（新殺驅）
- 機動戰士SD鋼彈的逆襲 狂風暴雨的學園祭（日语：機動戦士SDガンダム）（哈薩威·諾亞）

1990年
- 大耳鼠：繪里活動大寫真（內木翔）

1991年
- 劇場版 亞爾斯蘭戰記（耶拉姆）
- 在後面的那個人是誰（日语：うしろの正面だあれ）（中根竹二郎）
- 月光耳環 銀玫瑰騎士團（日语：ユメミと銀のバラ騎士団）（光亞輝）

1992年
- 千本松原 與河流生活的少年們（日语：せんぼんまつばら 川と生きる少年たち）（與吉）
- 21衛門：去宇宙吧！赤脚公主（21衛門）

1993年
- 銀河英雄傳說：新戰爭的序曲（尤里安·敏兹）
- 幽☆遊☆白書：夜叉的陰謀（浦飯幽助[48]）

1994年
- 黑暗邊緣（日语：ダークサイド・ブルース）（卡特里）
- 幽☆遊☆白書：冥界死鬥篇 炎之絆（浦飯幽助[49]）

1997年
- 哆啦A夢：大雄的發條都市冒險（皮卜）
- 浪客劍心：給維新志士的安魂曲（高槻巖達）

2000年
- 劇場版 庫洛魔法使：被封印的卡片（柊澤艾利歐[50]）

2001年
- 加油！胖虎!!（茂手光夫）

2006年
- 飛越巔峰！&飛越巔峰2！合體劇場版!!（高雅·雷茲）

2010年
- 蒼穹之戰神 HEAVEN AND EARTH（堂馬廣登）

2012年
- 花之詩女 GOTHICMADE（多納烏·托里哈隆）

2014年
- THE LAST -NARUTO THE MOVIE-（月光疾風）

2016年
- 謝謝你，在世界角落中找到我（小林伯父）
- 劇場版 遊☆戲☆王：次元的黑暗面（夏迪）

2021年
- 機動戰士鋼彈 閃光的哈薩威（蓋斯·H·休格特[51]）
- 龍馬！新生 劇場版網球王子（亞久津仁）

2023年
- 永久少年 Eternal Boys NEXT STAGE（柿崎誠[52]）

### OVA
1987年
- 新乳霜檸檬 PART1 森山塔嘉賓特集 第五小時的金星（委員長）
- （1987年—1989年）
- 超獸機神斷空我 GOD BLESS DANCOUGA（史萊·丹帕）
- 吹泡糖危機（麥基·斯汀格雷）2作品
- White Shadow（祥太）
- 從夢中醒來。（藤井貴生）

1988年
- 銀河英雄傳說（尤里安·敏茲[53]）

1989年
- 紅牙 Blue Sonnet（日语：紅い牙）（小松崎亘）
- 天使夜未眠（日语：アーシアン）（千早）
- 天使特警（阿修羅）
- 搞怪刑事（日语：がきデカ）（西城義雄）
- 極黑之翼（日语：極黒の翼バルキサス）
- BE-BOP-HIGHSCHOOL（日语：ビー・バップ・ハイスクール）（志乃原和也）
- （篠崎由宇）
- 鎧傳 外傳（毛利伸／水滸之伸）
- 鎧傳 輝煌帝傳說（毛利伸／水滸之伸）
- MEGAZONE23 III（巴德）

1990年
- 暗黑神話（山門武）
- 寂寞的宇宙戰爭（日语：ひとりぼっちの宇宙戦争）（鈴木太郎）
- 變幻退魔夜行 迦樓羅漫舞！仙台小芥子怨歌（日语：カルラ舞う!）（巨椋冬樹）
- 青春狂想曲（日语：八神くんの家庭の事情）（八百井刺激）

1991年
- 福星小子 與靈魂約會（守）
- GALL FORCE 新世紀篇（日语：ガルフォース）（諾瓦）
- 夢回綠園（蓮川一也）
- 超人洛克LOCKE THE SUPERMAN 新世界戦隊（日语：超人ロック）（蘭）
- 白龍傳說（日语：ドラゴンフィスト）（嶺飛龍）
- 鎧傳 MESSAGE（毛利伸／水滸之伸）

1992年
- 數列（日语：シークエンス (アニメ)）（俊明）
- 潮與虎（蒼月潮）
- 源氏（日语：源氏 (漫画)）（江端克己[54]）
- 亂跑大戰！基因組獎盃（日语：スクランブル・ウォーズ 突走れ!ゲノムトロフィーラリー）（麥基·斯汀格雷）

1993年
- 地球守護靈（口一）
- 妖世紀水滸傳（日语：妖世紀水滸伝）（間宮美幸）
- 流星機學生霸（日语：流星機ガクセイバー）（佐佐木健吾）

1994年
- 電腦少女Compiler（日语：Compiler）（五十嵐淑）
- 火星（日语：マーズ (漫画)）（MARS）

1996年
- 特務戰隊Shinesman（日语：特務戦隊シャインズマン）（佐佐木優）

1997年
- 鋼鐵神兵NEO（高宮鋼太郎）
- 魔法騎士雷阿斯（克雷夫[55]）

1998年
- 銀河英雄傳說外傳 千億之星、千億之光（尤里安·敏茲）

1999年
- 浪客劍心 追憶篇／星霜篇（1999年—2001年，雪代緣（日语：雪代縁））2作品

2000年
- 怪醫黑傑克（淳）

2001年
- 鋼彈 EVOLVE（哈薩威·諾亞（日语：ハサウェイ・ノア））

2003年
- IZUMO（德基魯）
- 鋼彈 EVOLVE 5 RX-93 ν 鋼彈（哈薩威·諾亞）

2005年
- 飛越巔峰2！（高雅·雷茲）

2006年
- 網球王子 Original Video Animation 全國大賽篇（亞久津仁）

2008年
- 柳瀨嵩童話劇場 星星之子倫達 黑星的納尼（日语：やなせたかしメルヘン劇場）（青蛙王子）

2015年
- 菁英同盟!!（日语：エリートジャック!!）（相川加賀里）

2017年
- 庫洛魔法使 序幕 小櫻與二人的小熊（柊澤艾利歐[56]）

2018年
- 幽☆遊☆白書「是成是敗」（浦飯幽助）

2023年
- 蒼穹之戰神 BEHIND THE LINE（堂馬廣登[57]）

### 網路動畫
- 7SEEDS 幻海奇情（2019年—2020年，新卷鷹弘[58]）2系列
- 無限之住人 -IMMORTAL-（2019年—2020年，天津影久[59]）

### 遊戲
1991年
- EFERA & JILIORA The Emblem From Darkness（日语：エフェラ アンド ジリオラ ジ・エンブレム フロム ダークネス）（尤列克、冰之貴公子）

1992年
- （雷斯特）

1993年
- 幽☆遊☆白書 闇勝負!! 暗黑武術會（日语：幽☆遊☆白書 闇勝負!!暗黒武術会）（浦飯幽助）
- 幽☆遊☆白書（日语：幽☆遊☆白書 (スーパーファミコン)）（浦飯幽助）[注 14]

1994年
- 幽☆遊☆白書2 格鬥之章（浦飯幽助）
- 真說夢見館 有人在門後…（日语：真説・夢見館 扉の奥に誰かが…）（麥克）
- 幽☆遊☆白書 魔強統一戰（浦飯幽助）
- 幽☆遊☆白書 特別篇（浦飯幽助）
- 幽☆遊☆白書（浦飯幽助）[注 15]

1995年
- 幽☆遊☆白書FINAL ～魔界最強列傳～（浦飯幽助、魔人）

1996年
- 足球小將翼J GET IN THE TOMORROW（日语：キャプテン翼 (ゲーム)）（大空翼）
- 新超級機器人大戰（日语：新スーパーロボット大戦）（哈薩威·諾亞（日语：ハサウェイ・ノア））
- 皇家騎士團2（迪尼姆·包威爾）

1997年
- 浮游大陸傳記（盧恩·蘭扎特）
- 天外魔境 第四默示錄（日语：天外魔境 第四の黙示録）（迪夫）

1998年
- 神佑擂台（克勞德·史特萊夫、札克斯·菲爾）
- 超級機器人大戰F 完結篇（哈薩威·諾亞）

1999年
- 女神戰記（魯西歐）
- SD鋼彈 G世代系列（1999年—2020年，哈薩威·諾亞／馬法狄·納比尤·艾林、歐爾巴·弗洛斯特）13作品[注 16]
- 超級機器人大戰完全版（哈薩威·諾亞）

2000年
- 日昇英雄譚R（日语：サンライズ英雄譚）（毛利伸〈水滸之伸〉）
- 俄羅斯方塊 with 庫洛魔法使 永恆的心（柊澤艾利歐）

2001年
- 格鬥天王2001（K9999）
- 超級機器人大戰α外傳（奧爾巴·佛洛斯特）
- 王子復仇記（死神格林姆）

2002年
- 格鬥天王2002（K9999）

2003年
- 網球王子 大家的王子（亞久津仁）
- 火影忍者 木葉的忍者英雄們2（月光疾風）
- 魔界英雄記（日语：魔界英雄記マキシモ マシンモンスターの野望）（死神格林姆）

2004年
- 網球王子 最強隊伍（亞久津仁）
- 網球王子 2005 CRYSTAL DRIVE（亞久津仁）
- 網球王子 RUSH & DREAM！（亞久津仁）
- 網球王子 Love of Prince Bitter（亞久津仁）
- 火影忍者 激鬥忍者大戰！3（月光疾風）
- Full House Kiss（松川依織）

2005年
- 網球王子 學園祭的王子（日语：テニスの王子様 (ゲーム)）（亞久津仁）
- 幽☆遊☆白書FOREVER（日语：幽☆遊☆白書FOREVER）（浦飯幽助）

2006年
- 鍊金術士伊莉絲 莊嚴幻境（艾吉·班海特）
- 女神戰記 蕾娜絲（魯西歐）
- 網球王子 心動野外生存 山麓的神秘（亞久津仁）
- Full House Kiss2（松川依織）

2007年
- Another Century's Episode3 THE FINAL（歐魯巴·佛羅斯特）
- THE BATTLE OF 幽☆遊☆白書 ～死鬥！暗黑武術會～ 120%（浦飯幽助）
- 網球王子 CARD HUNTER（亞久津仁）
- 網球王子 心動野外生存 海邊的秘密（久津仁）
- Full House Kiss2 ～戀愛迷宮～（松川依織）
- 微軟模擬飛行X（日语：Microsoft Flight Simulator X）

2008年
- 黑輪君（日语：おでんくん） 快樂黑輪村（香腸君）
- 鋼彈戰爭宇宙（哈薩威·諾亞／馬法狄·納比尤·艾林）
- 鋼彈無雙2（哈薩威·諾亞）
- 機動戰士鋼彈 鋼彈VS.鋼彈（日语：機動戦士ガンダム ガンダムVS.ガンダム）（歐魯巴·佛羅斯特）
- 超級機器人大戰Z（歐魯巴·佛羅斯特）

2009年
- 機動戰士鋼彈 基連的野望 阿克西斯的威脅V（日语：機動戦士ガンダム ギレンの野望 アクシズの脅威）（哈薩威·諾亞／馬法狄·納比尤·艾林）
- 網球王子 雙人王子（亞久津仁）

2010年
- 鋼彈突擊求生戰（日语：ガンダムアサルトサヴァイブ）（哈薩威·諾亞）
- SANGOKU CHAOS ～三國CHAOS～（司馬懿）
- 蒼空騎士～飛向CODA～（布拉尼庫）
- 網球王子 熱烈校慶的王子 -More Sweet Edition-（亞久津仁）

2011年
- 機動戰士鋼彈 新基連的野望（日语：機動戦士ガンダム 新ギレンの野望）（哈薩威·諾亞／馬法狄·納比尤·艾林）
- 網球王子 心動野外生存 海與山的Love Passion（亞久津仁）
- 浪客劍心 再閃／完醒（2011年—2012年，雪代緣（日语：雪代縁））2作品

2012年
- 機動戰士鋼彈 極限VS.（日语：機動戦士ガンダム エクストリームバーサス）（馬法狄·納比尤·艾林）[注 17]
- 機動戰士鋼彈 極限VS. 火力全開（日语：機動戦士ガンダム エクストリームバーサス フルブースト）（馬法狄·納比尤·艾林）
- 英雄幻想曲（日语：ヒーローズファンタジア）（卡爾·菲翁）

2013年
- 超級機器人大戰UX（堂馬廣登）

2014年
- 機動戰士鋼彈 極限VS. 極限爆發（日语：機動戦士ガンダム エクストリームバーサス マキシブースト）（馬法堤·納比尤·艾林）
- J-STARS Victory VS（日语：ジェイスターズ ビクトリーバーサス）（浦飯幽助）
- 第3次超級機器人大戰Z 時獄篇／天獄篇（2014年—2015年，哈薩威·諾亞）2作品

2015年
- 喧嘩番長6 魂與血（日语：喧嘩番長6〜ソウル&ブラッド〜）（宇崎總司[60]）
- 迷Q地下去死團（日语：メイQノ地下ニ死ス）（火之紅蓮[61]）
- RAVEN（休曼[62]）

2016年
- 機動戰士鋼彈 極限VS. 極限爆發 ON（日语：機動戦士ガンダム エクストリームバーサス マキシブースト）（馬法堤·納比尤·艾林）

2017年
- 超級機器人大戰V（哈薩威·諾亞）

2018年
- 驚爆危機！戰鬥的Who Dares Wins（楊順吉）
- 幽☆遊☆白書 100％認真戰鬥（浦飯幽助）

2019年
- 奈爾克與傳說之鍊金術士們 ～新大地之鍊金工房～（艾吉·班海特[63]）
- JUMP FORCE（浦飯幽助）
- Dissidia Final Fantasy Opera Omnia（日语：ディシディア ファイナルファンタジー オペラオムニア）（德修）

2020年
- 言靈戰士（日语：共闘ことばRPG コトダマン）（2020年—2022年，雪代緣、浦飯幽助、海林[64]）

2022年
- 狂飆騎士（休伊·特蘭布爾）
- 魔法氣泡!! Quest（日语：ぷよぷよ!!クエスト）（亞久津仁[65]）

2023年
- 機動戰士鋼彈 兵工廠基地（日语：機動戦士ガンダム アーセナルベース）（哈薩威·諾亞）
- 六本木Sadistic Night（日语：六本木サディスティックナイト）（南川雅貴[66]）

### 廣播劇CD
- 天使夜未眠（日语：アーシアン）（千早）
  - 天使夜未眠 1
  - 天使夜未眠 2
  - 天使夜未眠 3
  - 天使夜未眠 PARADISE LOST
- 亞爾斯蘭戰記（耶拉姆）
  - 亞爾斯蘭戰記 CD廣播劇01 王都炎上
  - 亞爾斯蘭戰記 CD廣播劇02 王子二人
  - 亞爾斯蘭戰記 CD廣播劇03 落日哀歌
  - 亞爾斯蘭戰記 CD廣播劇04 汗血公路
  - 亞爾斯蘭戰記 CD廣播劇05 征馬孤影
  - 亞爾斯蘭戰記 CD廣播劇06 風塵亂舞
  - 亞爾斯蘭戰記 CD廣播劇07 王都奪還
  - 亞爾斯蘭戰記 CD廣播劇第2部 1 假面兵團
  - 亞爾斯蘭戰記 CD廣播劇第2部 2 旌旗流轉
  - 亞爾斯蘭戰記 CD廣播劇第2部 3妖雲群行
  - 亞爾斯蘭戰記 CD廣播劇SP ～殘夜抄錄～
- 形象專輯 Sequence（都築俊明）
- Weiß kreuz系列（直江那岐）
  - Weiß kreuz Dramatic Collection I The Holy Children
  - Weiß kreuz Dramatic Image Album III SCHWARZ I
  - Weiß kreuz Dramatic Image Album IV SCHWARZ II
- 吸血姬美夕（利姆尼亞）
  - 新吸血姬 美夕 西洋神魔篇（2）
  - 新吸血姬 美夕 西洋神魔篇（3）
  - 新吸血姬 美夕 西洋神魔篇（4）
  - 新吸血姬 美夕 西洋神魔篇（5）
  - 新吸血姬 美夕 西洋神魔篇（6）
- 魔女獵人 廣播劇CD 第2卷（克萊夫·彼得森）
- 風之聖痕 廣播劇版（八神和麻）
- 男女蹺蹺板 紀念廣播劇CD FINAL ACT （十波健史）
- 機動戰士SD鋼彈 這裡是麥肯錫偵探社（哈薩威·諾亞（日语：ハサウェイ・ノア））
- 今日大魔王！（大賢者）
  - O.S.T.2 + D
  - DJCD 真魔國放送協會 SHK Vol.3
  - DJCD 真魔國放送協會 SHK Vol.6
- 銀河英雄傳說（尤里安·敏茲）
  - 銀河英雄傳說 「我的征途是星辰大海」
  - 銀河英雄傳說 廣播劇篇1～4全套包裝
  - 銀河英雄傳說「天下無敵雄鳥銀英傳」特別附錄“伯倫西爾的黄昏”
- 源氏（江端克己）
- 黃龍之耳 廣播劇CD3卷 蓋亞之雫篇（周汪文）
- 夢回綠園系列（蓮川一也）
  - 夢回綠園 ～FM特番「綠林（GW）騷動！放送局」
  - 夢回綠園 ～特別試映會「綠林（GW）騷動！劇場」
  - 夢回綠園 VOCAL BEST COLLECTION（2枚組）
  - 夢回綠園 ～綠林推理“忍失蹤事件!?”
  - 夢回綠園放送局 CD電影1 ～年輕的力量～
  - 夢回綠園放送局 CD電影2 ～綠林推理短篇傑作集～
  - 夢回綠園放送局 CD電影3 ～綠林平行放送局～
  - 夢回綠園放送局 CD電影4 ～歡迎來到綠林寮祭～
  - 夢回綠園 ～放晴吧，心動“躲雨”～
  - 夢回綠園 歌唱精選輯
- 晚上的孩子（日语：子供たちは夜の住人）（高輪湊）
- CD廣播劇精選集 三國志（日语：CDドラマコレクションズ 三國志）（劉協〈獻帝〉）
  - 三、曹操孟德之卷 
  - 三國志 CD月曆 三國志 Vol.1
  - 三國志 CD月曆 三國志 Vol.2
  - 三國志 CD月曆 三國志 Vol.3
  - 三國志 CD月曆 三國志 Vol.4
  - 三國志 DX2 三國志滿漢全席特輯
  - 三國志 DX4 三國志滿漢全席GREAT
  - 三國志 DX5 三國志滿漢全席BLACK
  - 三國志 DX6 （超）三國志滿漢全席 放浪戰隊BROTHER FIVE
  - 三國志 DX7 三國志滿漢全席FOREVER
  - 三國志 滿漢全席拾壹
  - 三國志 第一部總集篇 1
  - 三國志 第一部總集篇 2
  - 三國志滿漢全席 CD BOX1
  - 三國志滿漢全席 CD BOX2
  - 三國志滿漢全席 CD BOX3
- 少年性愛白皮書（日语：少年濡れやすく恋成りがたし#ドラマCD1）系列（石田歐彥）
  - 廣播劇CD 少年性愛白皮書
  - 廣播劇CD 少年性愛白皮書2 ～迷宮流浪～
- 少年魔法士（日语：少年魔法士） 香港開膛手傑克（夏洛克）
- 四龍島系列 （飛）
- 神皇少聖紀伊邪那岐（伊邪那岐）
- SUPER MARIO BROS. SPECIAL（瑪利歐）
- STAY（和泉淳平）
  - STAY
  - STAY2
- 少年偵探 ～推理之絆～ 我不能再解謎了 （艾斯·拉塞佛德）
- 7SEEDS 幻海奇情（新鷹弘）
  - FM戲劇院 7SEEDS II ～冬之章～
- 然後在春風中低語（日语：タクミくんシリーズ）（11歲的託生）
- 網球王子（亞久津仁）
- GET FREE ～THE BEST OF RIVAL PLAYERS VIII Jin Akutsu～
  - 網球王子 On the Radio MONTHLY2003AUGUST
  - 當網球王子好像不錯（訊息）
  - Dream on dreamer 茄子 featuring 亞久津仁
  - Love Festival　網球王子全明星選拔B
- 電影少女 集英社CD書（弄內洋太）
- 天使禁獵區（羅潔愛兒）
  - 廣播劇CD 物質界篇1
  - 廣播劇CD 物質界篇2
  - 廣播劇CD 物質界篇3
  - 廣播劇CD 物質界篇4
- 東方茱麗葉（姫宮亮）
- 東京少年王 ～闇之貴公子晉見～（小笠原貴文）
- 飛越巔峰2！ 廣播劇CD（高雅·雷茲）
- CD劇場 勇者鬥惡龍II（日语：CDシアター ドラゴンクエスト）（柯南）
- 緋色螺旋四重奏（日语：バーヴェリアン四重奏）（川上清孝）
  - 緋色螺旋四重奏1
  - 緋色螺旋四重奏2
  - 緋色螺旋四重奏3
- 婆娑羅外傳 蹈鞴（蹈鞴）
- 百歌聲爛 -男性聲優篇-
- 火焰之紋章 啟程之章（日语：ファイアーエムブレム 旅立ちの章）（瑪利克）
- 火焰之紋章 暗黑龍與光之劍（瑪利克）
  - 火焰之紋章 ～暗黑龍與光之劍～ VOL.1 約束の土地へ
  - 火焰之紋章 ～暗黑龍與光之劍～ VOL.2 炎の紋章
  - 火焰之紋章 ～暗黑龍與光之劍～ VOL.3 風の軌跡
  - 火焰之紋章 ～暗黑龍與光之劍～ VOL.4  魔道聖域
- Platinum（Fuzzy）
- Full House Kiss（松川依織）
  - Full House Kiss 我們的開始
  - Full House Kiss 仲夏夜之夢
  - Full House Kiss 暑假
  - Full House Kiss 假冒教師☆危機一髪
  - Full House Kiss 純白之夢
  - Full House Kiss 向祥慶祭出發！
  - Full House Kiss 冒險廣播劇CD La Prince殺人事件 處女雪屋
  - Full House Kiss 冒險廣播劇CD La Prince殺人事件 處女雪屋追加盤
  - Full House Kiss 卡拉OK☆迷宮
  - Full House Kiss 藝術大樓的怪人
  - Full House Kiss 2 animate限定版特別廣播劇CD PANIC AFTERNOON
  - Full House Kiss 活動限定 甜蜜世界的王子（祥慶祭DVD）
  - Full House Kiss 官方漫畫選集Vol 4 福利享受CD 御堂一哉篇
  - Full House Kiss 官方漫畫選集Vol 6 福利享受CD 羽倉麻生篇
  - 2005 Kira Kira Wonderful☆CD〈花與夢4號附錄CD〉
  - Full House Kiss 原聲音樂 ～女傭戀愛Music～
  - Full House Kiss 單曲集 Vol.1 薔薇La Prince
  - Full House Kiss 單曲集 Vol.3 忘却CELEBRATION
  - Full House Kiss 單曲集 Vol.7 久遠戀歌
  - Full House Kiss 單曲集 Vol.10 薔薇PILGRIM
  - Full House Kiss La Prince Remix Album
  - Love★DaysCD
- 魔界學園I 轉學生篇（夜光）
- 妙手小廚師（中江兵太）[注 18]
- （田端、子松鼠）
- 魔法王子（雷）
- Monster Maker（日语：モンスターメーカー） 廣播劇CD （塔姆隆）
- 青春狂想曲（日语：八神くんの家庭の事情）（八百井刺激）
- 幽☆遊☆白書（浦飯幽助）
  - 幽☆遊☆白書
  - 幽☆遊☆白書2
  - 幽☆遊☆白書 超級混音舞曲
  - 幽☆遊☆白書 音樂戰鬥篇2 迷你廣播劇 ～空腹的戰士～
  - 幽☆遊☆白書 紀念CD BOX 迷你廣播劇 ～空腹的戰士2～
- 銀玫瑰騎士團（日语：ユメミと銀のバラ騎士団）（光亞輝）
- 鎧傳系列（毛利伸／水滸之伸）
  - 鎧傳 不讓你入眠
  - 鎧傳 BEST FRIENDS
  - 廣播劇CD 鎧傳 天空傳
  - 廣播劇CD 鎧傳 水滸傳
  - 廣播劇CD 鎧傳 光輪傳
  - 廣播劇CD 鎧傳 月
- 流星機學生霸（日语：流星機ガクセイバー）（佐佐木健吾）
  - 流星機學生霸 覺醒篇
  - 流星機學生霸 修學旅行篇

### 廣播劇
- 青春冒險（日语：青春アドベンチャー）
  - （宮脇年輝）
  - （拉希德）
- 驚爆危機！舞動的Very merry Christmas（楊順吉）

### 有聲書
- kikubon（日语：Kikubon）
  - 銀河英雄傳說 外傳 尤里安的伊瑟隆日記（2014年，尤里安·敏兹）
  - 山伏地藏坊的放浪（2016年—2019年，朗讀）
  - 田中芳樹初期短篇小説 黃色之夜（2019年，朗讀）
- audiobook.jp（日语：audiobook.jp）
  - 日間演奏會散場時（2018年，朗讀）

### 外語配音

#### 演員
布萊恩·奧斯汀·格林
- 飛越比佛利、90210、飛越比佛利2019（英语：BH90210）（大衛·席爾瓦）
- 十字奇俠2（凱倫）
- 女模煞（英语：Domino (2005 film)）（他本人[注 19]）
- 沙排殺機（霍頓）
- 魔法少女薩琳娜（英语：Sabrina the Teenage Witch (TV series)）（查德）

#### 電影
- 7-10 Split（日语：俺たちプロボウラー）（麥可〈克雷恩·柯洛佛〉）
- 獨臂球俠（英语：A Winner Never Quits）（郵差）
- 曼谷復仇
- 截殺威龍（道格拉斯·提斯戴爾〈喬舒亞·約翰·米勒（英语：Joshua John Miller）〉）※VHS、日本電視台版。
- Gamer (2001年電影)（托尼〈薩伊德·塔格馬奧〉）
- 殭屍小子（暴牙）
- 小鬼當家3（史坦·普魯特〈賽斯·史密斯〉）※日本電視台版。
- 蟻人（英语：Matinee (1993 film)）（傑納·羅密士〈西蒙·芬頓（英语：Simon Fenton）〉）
- MOMO
- 窈窕奶爸（克里斯·希拉德〈馬修·勞倫斯〉）※富士電視台版。
- 九二神鵰之痴心情長劍（程添）
- 少年性愛白皮書（日语：少年濡れやすく恋成りがたし#イメージビデオ）（石田歐彥〈佐藤幹雄（日语：佐藤幹雄）、大島信一〉）
- 西格弗裏德（德语：Siegfried (Film)）（西格弗裏德〈湯姆·蓋哈特（英语：Tom Gerhardt)）〉）
- 修女也瘋狂2（泰勒·切斯〈克里斯蒂安·費查里斯〉）※影碟版。
- 豪情四兄弟（少年時期的夏克〈約瑟夫·佩里諾（英语：Joseph Perrino）〉）※富士電視台版。
- 神鬼尖兵（卡爾·阿博加斯特〈瑞凡·費尼克斯〉）※日本電視台版。
- 世紀末暑假（英语：Summer Vacation 1999）（島田和彥〈大寶智子（日语：大寶智子）〉）
- 魔法世界：聖誕老爹的秘密（英语：Terry Pratchett's Hogfather 電影）（喬納森·下午茶時間〈馬克·沃倫（英语：Marc Warren）〉）
- 地板下的小矮人（英语：The Borrowers (1997 film)）（史皮勒〈雷蒙·皮卡德〉）
- 真情世界（英语：The Cure (1995 film)）
- 黑幫暴徒（屠夫〈賽索·恩可伯（英语：Zenzo Ngqobe）〉）

#### 電視影集
- 夜行天使（丹尼爾·“奧茲”·奧斯本（英语：Oz (Buffy the Vampire Slayer)）〈賽斯·葛林〉）
- 綻放（英语：Blossom (TV series)）（雷蒙德）
- 淘氣小子看世界 (第3～7季)（英语：Boy Meets World）（盧瑟）
- 吸血鬼獵人巴菲（丹尼爾·“奧茲”·奧斯本〈賽斯·葛林〉）
- 親情紐帶
- 歡樂滿屋（安德魯）
- 風雲（斷浪）
- 蓋布瑞之火（英语：Gabriel's Fire）
- 功夫足球（鬼仔〈張致恆〉）
- On Air（艾登·李〈金瑞奇〉）
- 私人診所 (第4季)（簡·芬奇）
- 清秀小佳人（英语：Road to Avonlea）（布斯）
- 海豹突擊隊（桑尼·奎恩〈A·J·巴克利〉[67]）
- 慾望城市（席斯·羅賓遜〈瓊·邦·喬飛〉）
- 超自然奇遇（英语：So Weird）（萊恩）
- 新社會（英语：The Society (TV series)）（加雷斯·“灰熊”·維瑟〈傑克·穆爾恩（英语：Jack Mulhern (actor)）〉）
- 如果我們的世界消失了（亞瑟〈蓋爾·賈西亞·貝納〉[68]）
- 70年代秀（史蒂芬·海德〈丹尼·馬斯特森〉）
- 納尼亞傳奇 (1988年BBC電視劇)（卡薩皮安王子）
- The Schouwendam 12（德语：De 12 van Oldenheim）（羅傑爾·范·帕蘭特〈班傑·布魯傑寧（英语：Benja Bruijning）〉[69]）
- 陰陽魔界 (第2季)

#### 動畫
- 凹凸世界（鬼狐天冲[70]）
- Ben 10 外星英雄（皮爾斯〈亞當·威利（英语：Adam Wylie）〉）
- 戰鬥飛輪（馬修·肯卓克）
- 愛探險的朵拉（地圖〈馬克·韋納（英语：Marc Weiner）〉）
- 泰迪熊與夥伴們（洛斯可）
- 湯姆貓與傑利鼠：大電影（弗蘭基·達·弗萊〈大衛·蘭德（英语：David Lander）〉）
- 湯瑪士小火車[注 20]（艾德華、索多爾聯合隊選手）※東京電視台、NHK版。
  - 湯瑪士小火車電影系列
    - 第2部：呼叫所有引擎！（日语：きかんしゃトーマス みんなあつまれ!しゅっぱつしんこう）（艾德華）
    - 第3部：湯瑪士大冒險（日语：トーマスをすくえ!! ミステリーマウンテン）（艾德華）
    - 第4部：鐵路小英雄（日语：Hero of the Rails）（艾德華）
    - 第5部：霧霧島陸海空大救援（英语：Thomas & Friends: Misty Island Rescue）（艾德華）
    - 第6部：柴油火車的祕密行動（英语：Thomas & Friends: Day of the Diesels）（艾德華、亨利〈代演〉）
    - 第7部：藍山礦場的祕密（艾德華）
    - 第8部：鐵路王國——尋找皇冠之旅（英语：Thomas & Friends: King of the Railway）（艾德華）
    - 第9部：多多島的勇敢傳說（日语：きかんしゃトーマス 勇者とソドー島の怪物）（艾德華）
    - 第10部：湯瑪士成長記（英语：Thomas & Friends: The Adventure Begins）（艾德華）
    - 第11部：多多島之迷失寶藏（英语：Thomas & Friends: Sodor's Legend of the Lost Treasure）（艾德華）
    - 第13部：衝出多多島（英语：Thomas & Friends: Journey Beyond Sodor）（艾德華）
    - 第14部：環遊世界大冒險（日语：きかんしゃトーマス Go!Go!地球まるごとアドベンチャー）（艾德華）
    - 第16部：非凡的發明（日语：きかんしゃトーマス おいでよ!未来の発明ショー!）（艾德華）

### 特攝影集
- 金屬英雄系列
  - 鐵腕偵探露寶達（1998年，露寶達聲音、下集預告旁白）
  - 鐵腕偵探露寶達&加布達 不可思議之國的大冒險（1998年，露寶達的聲音）
- 超級戰隊系列
  - 爆龍戰隊暴連者（2003年，寶藏荔枝鷲的聲音）
  - 魔法戰隊魔法連者（2005年，冥府神五武神韋分的聲音）
  - 劇場版 動物戰隊獸王者 VS 忍忍者 來自未來的訊息 from 超級戰隊（2017年，吉魯瑪達的聲音[71]）
- （2007年，貓之玉三郎的聲音）

### 舞台、朗讀會
1988年5月（舞台）
- Burstman（日语：バーストマン） 『童Ri夢』（會場：銀座美雪館劇場（日语：銀座みゆき館劇場））（風間）

1989年8月（舞台）
- Burstman （會場：涉谷東邦生命大廳）

1991年8月（舞台）
- Burstman （會場：東京藝術劇場）

2006年6月9日（朗讀會）
- The ROUDOKU（會場：內幸町大廳）（嶽本野薔薇（日语：嶽本野ばら）：原作）

2008年4月19日（朗讀會）
- The Reading Show act-1（會場：秋葉原UDX劇院）『山月記』

2012年9月15日（朗讀會）
- 第13回向日葵之樹朗讀會（會場：橫濱洋娃娃之家）

2013年10月5日（朗讀會）
- theBOOKs朗讀第1回公演（會場：東京富士見丘Dragon Cafe）『紅蠟燭與人魚』（小川未明：原作）

2014年9月20日、21日（朗讀會）
- theBOOKs朗讀第2回公演（會場：新宿Puk人形劇場（日语：人形劇団プーク））『小婦人』（露意莎·梅·奧爾柯特：原作）／『大提琴手高修』（宮澤賢治：原作）

2018年2月17日、18日（佐佐木望企劃公演）
- Super Voice Live『昨日的美食』（吉永史：原作）（會場：涉谷EUROSPACE（日语：ユーロスペース）內EUROLIVE）[72][73][74]

2020年1月16日～17日（朗讀劇）
- ～～（會場：中野口袋劇院）

2022年6月22日、25日（朗讀劇）
- 如果這世界貓消失了（會場：1010劇場）—我 等[75]

2022年9月3日
- 推理朗讀劇（會場：橫濱Mint Hall）—奧利弗

2022年10月29日～30日
- 朗讀LIVE『拉哥斯之旅（日语：旅のラゴス）』（會場：池袋Theater Mixa）—拉各斯 等

2023年3月30日
- 朗讀×直播演奏（會場：新宿SPACE ZERO）

2023年5月16日～5/21日
- 舞台T-PROJECT vol.15＋『改札口』（會場：赤坂紅色劇院）9回公演

### 廣告
- IGS 犰狳（貝殼比利）
- SD鋼彈BB戰士 武神輝羅鋼篇（天零）
- 三得利BOSS（日语：ボス (コーヒー)） SILKY BLACK篇（部下的聲音）
- 小學館「少年Sunday」篇（電視廣告，久世駿平的聲音）
- 電力公司聯合會（日语：電気事業連合会）（旁白）
- 角子機 空戰88區

### 廣播節目
- 橫濱電腦音樂工場 -CYBER MUSIC FACTORI-（1989年10月—1991年3月，節目主持人）
- 網球王子 ON THE RADIO（日语：テニスの王子様 オン・ザ・レイディオ）（2010年7月，月刊雜誌主持人）

### 柏青哥、角子機
- CR 銀河英雄傳說（尤里安·敏兹）
- CR GOKU（GOKU）
- CR 桃太郎電鐵（桃太郎）

### 其它
- 那些我們聽過的歌曲（日语：あの歌がきこえる）
- 暢銷考試參考書iPhone手機板旁白「東進BOOKS Store」下載販售
- All That Orchestra
- 今日事件（旁白）
- 哆啦A夢&F組全明星『月亮比賽大危機!?』（21衛門[76]）
- 哆啦A夢&F組全明星 不可思議的超特快列車（21衛門[77]）
- NNN NEWS PLUS 1（日语：NNNニュースプラス1）（旁白）
- 九點看新聞
- 摩訶羅闍（日语：ハマラジャ）（旁白）
- 家庭劇場新企劃【】（飾 幽摩武[78]）
- 倍樂生 5分鍾老師的有趣課程
- MAN WITH A MISSION Tales of Purefly Tour 2014（上映影片旁白）
- 漫畫現場（7SEEDS）
- 名作平積大作戰（日语：名作平積み大作戦）特集（朗讀）
- Bee漫畫 Cosplay☆Animal（日语：コスプレ☆アニマル）（所有人）
- 勿說是推理（廣島方言指導）

## LIVE、活動

### 個人LIVE
| 演出日期                | LIVE名稱                                     | 會場 |
| ----------------------- | -------------------------------------------- | --- |
| 1990年12月8日、12月15日 | SEDUCER                                      | 2會場 - CLUB CITTA'（川崎） - 心齋橋木棉花大廳（大阪） |
| 1991年4月11日           | SEDUCER AGAIN                                | NHK大廳（東京） |
| 1991年7月25日—8月15日   | BE MY TABU TOUR '91                          | 5會場 - MIELPARQUE HALL（大阪） - 電器大廳（福岡） - 大宮SONIC CITY大廳（大宮） - 名古屋市民會館大廳（名古屋） - 府中之森藝術劇場（東京）                                                          |
| 1992年1月11日—2月9日    | Tour BABYLONOISE                             | 9會場 - CRETE64（札幌） - MAHARAJA（仙台） - FORCE（久留米） - SAMURAI（靜岡） - MAHARAJA（名古屋） - INK STICK SUZUE FACTORY（東京） - MAHARAJA（廣島） - MAHARAJA（神戶） - BAYSIDE CLUB（橫濱） |
| 1995年6月24日           | Different Beat Live                          | CLUB CITTA'（川崎） |
| 1995年12月11日—12月19日 | Concert Tour FLARE'95                        | 4會場 - BAYSIDE JENNY（大阪） - 鑽石大廳（名古屋） - 涉谷ON AIR EAST（東京） - CLUB CITTA'（川崎）                                                                                                 |
| 1997年9月6日、9月14日   | LIVE 1997 DOUBLE DIRECTION                   | 2會場 - 香蕉大廳（大阪） - 涉谷ON AIR EAST（東京） |
| 2000年7月22日           | A.D.2000 MILLENNIUM                          | 心齋橋木棉花大廳（大阪） |
| 2000年11月25日          | A.D.2000 MILLENNIUM -THE END OF THE CENTURY- | CLUB"GIO"（千葉） |
| 2004年11月13日          | THE GOLDIE ROCKS                             | 表參道FAB（東京） |
| 2006年7月22日、9月2日   | RUBY RAYS                                    | 2會場 - morph-tokyo（東京） - 難波ROCKETS（大阪） |
| 2008年10月4日           | THE GOLDIE ROCKS                             | L@N AKASAKA（大阪） |
| 2009年10月17日、11月7日 | VIVA la Vida                                 | 2會場 - 池袋LIVE INN ROSA（東京） - Another Dream（大阪） |
| 2011年10月1日           | Unplugged                                    | SHIBUYA DESEO（東京） |

## 音樂作品

### 單曲
| 枚數 | 發行日期       | 單曲名稱（日文原名） |
| ---- | -------------- | -------------------- |
| 1st  | 1989年11月29日 |                      |
| 2nd  | 1991年8月4日   | BE MY TABU           |

### 專輯
| 枚數 | 發行日期       | 專輯名稱（日文原名） |
| ---- | -------------- | -------------------- |
| 1st  | 1990年5月30日  | HEART SCANDAL        |
| 2nd  | 1990年12月28日 | 純情                 |
| 3rd  | 1992年11月6日  | rumblefish           |
| 4th  | 1995年6月21日  | Different Beat       |
| 5th  | 1996年8月21日  | I'm in The Mood      |
| 6th  | 1997年8月1日   | DOUBLE DIRECTION     |

### 迷你專輯
| 枚數 | 發行日期      | 專輯名稱（日文原名） |
| ---- | ------------- | -------------------- |
| 1st  | 1992年1月11日 | BABYLON              |
| 2nd  | 1995年12月6日 | FLARE                |

### 精選專輯
| 枚數 | 發行日期      | 專輯名稱（日文原名）           |
| ---- | ------------- | ------------------------------ |
| 1st  | 1993年7月28日 | Taste of tears/Colors of Smile |

### LIVE專輯
| 枚數 | 發行日期      | 專輯名稱（日文原名）         |
| ---- | ------------- | ---------------------------- |
| 1st  | 1996年4月19日 | Concert Tour "Flare'95" LIVE |

### 影像作品
- （1990年3月7日）
- （1990年3月15日）
- SEDUCER　His Love & Pride（1991年2月27日）
- BE MY TABU（1991年8月23日）
- NEW！NEW！NEW！（1991年，只限於粉絲俱樂部發行）
- NEW！NEW！NEW！ II（1993年7月31日，只限於粉絲俱樂部發行）
- Concert Tour "FLARE'95" Live Video（1996年3月21日）
- NOZOMU SASAKI LIVE 2004 THE GOLDIE ROCKS（2006年7月22日）
- NOZOMU SASAKI 20th Anniversary Live 2006 RUBY RAYS（2007年7月）

## 書籍
- 《MEGA-BLAZE》（1991年11月，新書館）ISBN 4-403-01041-5
- 《SMACK！》（1999年4月，主婦之友社（日语：主婦の友社））ISBN 4-072-25957-8
- （2023年3月1日，KADOKAWA）ISBN 978-4-04-110939-7

## 腳註

## 外部連結
- （日語）
- 佐佐木望｜青二Production （日語）
- 佐佐木望｜Dana Works （页面存档备份，存于）
- （日語）
- 佐佐木望的X（前Twitter） （日語）